# Louis Laforge
Ne doit pas être confondu avec Louis de La Forge.
Louis Laforge, né le 11 juin 1968 à Saint-Galmier (Loire), est un journaliste français.

## Biographie
Après avoir décroché une licence d'histoire contemporaine option histoire des États-Unis, il intègre l'Institut universitaire de technologie de Bordeaux-Montaigne (devenue l'Institut de journalisme Bordeaux-Aquitaine en 2006) pour une formation de journaliste.
Il fait son apprentissage dans des journaux et des radios locales de la région stéphanoise, comme notamment à Givors. À partir de 1991, il collabore à la première édition du matin sur TF1. De 1991 à 1994, il rejoint les stations régionales de France 3 à Bordeaux, Grenoble, Lyon et Marseille. En 1995, il entre à France 3 Méditerranée où il assure la présentation des journaux télévisés pendant trois ans.
En 1997, sur la volonté d'Henri Sannier, il devient le remplaçant de Catherine Matausch pour la période estivale, puis en 1998 celui de Laurent Bignolas  pour les éditions du week-end. Il a présenté le Soir 3 week-end de 1998 à 1999. De 1999 à 2004, il assure la présentation des journaux du week-end sur France 3 national. De septembre 2004 à juillet 2005, il présentait l'édition du Soir 3 en duo avec Audrey Pulvar.
Louis Laforge a présenté de septembre 2005 à août 2013, le magazine Des racines et des ailes, où il a succédé à Patrick de Carolis. Il présente également temporairement le Soir 3, durant le printemps 2007 et les soirées électorales de France 3 en 2007 et 2008.
En décembre 2009, il coanime sur France 3 un magazine du Téléthon avec Marina Carrère d'Encausse.
À compter du 25 mars 2013, il présente avec Patricia Loison le Grand Soir 3, remplaçant l'ancien journal du Soir 3 en semaine sur France 3,.
En septembre 2013, il quitte la présentation du magazine Des racines et des ailes, celle-ci revenant à son ancien présentateur Patrick de Carolis. Cette décision lui permettra de travailler plus profondément sur le Grand Soir 3 nouvelle formule du Soir3.
En conséquence des audiences moyennes du Grand Soir 3 et à la suite du départ du directeur de l'information de France 2 Thierry Thuillier, Louis Laforge est remercié. Son éviction entraîne également l'arrêt de ce format et le retour de l'ancienne formule du Soir 3. Louis Laforge quitte la présentation du Grand 3 après avoir présenté l'édition du 25 juin 2015 avec Patricia Loison. Elle annonce le 26 juin à minuit le départ de Laforge et fait un petit discours en son honneur. À partir du lundi 28 juin 2015, Patricia Loison anime seule Soir 3 dans son format original jusqu'en juin 2016.
Chaque samedi du 5 septembre 2015 à juillet 2016, il anime la chronique "Au plus près" dans le 19/20 de Catherine Matausch. Dans cette chronique, il sera au plus près d'un événement qui a marqué ou marquera l'actualité.
À partir de septembre 2016, il présente le 18-20h de la nouvelle chaîne de télévision France Info avec Sorya Khaldoun, puis le 17h-20h avec Marianne Théoleyre pendant la saison 2018-2019. À partir du 26 août 2019, il présente la tranche 9h30-13h avec Marianne Théoleyre.